# 瀬波町
瀬波町（せなみまち）は、かつて新潟県岩船郡に存在した町。

## 地理
西側は日本海に面する。

## 沿革
- 1889年（明治22年）4月1日 - 町村制施行に伴い、岩船郡瀬波町、下渡村、羽下ケ淵村、松山村、浜新田村が合併し、瀬波町が成立。
- 1950年（昭和25年）8月1日 - 岩船郡上海府村の大字岩ケ崎を編入。
- 1954年（昭和29年）3月31日 - 岩船郡村上町、岩船町、山辺里村、上海府村と合併し、市制施行して村上市となり消滅。